# Méliphage chanteur
Gavicalis virescens
Espèce
Statut de conservation UICN

 LC  : Préoccupation mineure
Le Méliphage chanteur (Gavicalis virescens, anciennement Lichenostomus virescens) est une espèce de passereaux de la famille des Meliphagidae.

## Répartition
Il est endémique en Australie.

## Taxinomie
À la suite des travaux phylogéniques de Nyári et Joseph (2011), cette espèce est déplacée du genre Lichenostomus vers le genre Gavicalis par le Congrès ornithologique international dans sa classification de référence version 3.4 (2013).

### Sous-espèces
D'après le Congrès ornithologique international, cette espèce est constituée des quatre sous-espèces suivantes :
- Gavicalis virescens cooperi (Mathews) 1912 ;
- Gavicalis virescens forresti (Ingram) 1906 ;
- Gavicalis virescens sonorus (Gould) 1841 ;
- Gavicalis virescens virescens (Vieillot) 1817.